# Old Spice
Old Spice este un brand american care oferă produse de îngrijire pentru bărbați, inclusiv aftershave, deodorante și antiperspirante, șampoane, produse de spălat corporale, cremă de ras⁠(d) și săpunuri. Este produs de compania Procter & Gamble.
Old Spice a fost lansat ca Early American Old Spice de către compania de săpun și articole de toaletă a lui William Lightfoot Schultz, Shulton Inc., în 1937. Old Spice, în primii ani a fost destinat pentru prima dată femeilor, produsul pentru bărbați fiind lansat înainte de Crăciun, la sfârșitul lui 1937.

## Istorie

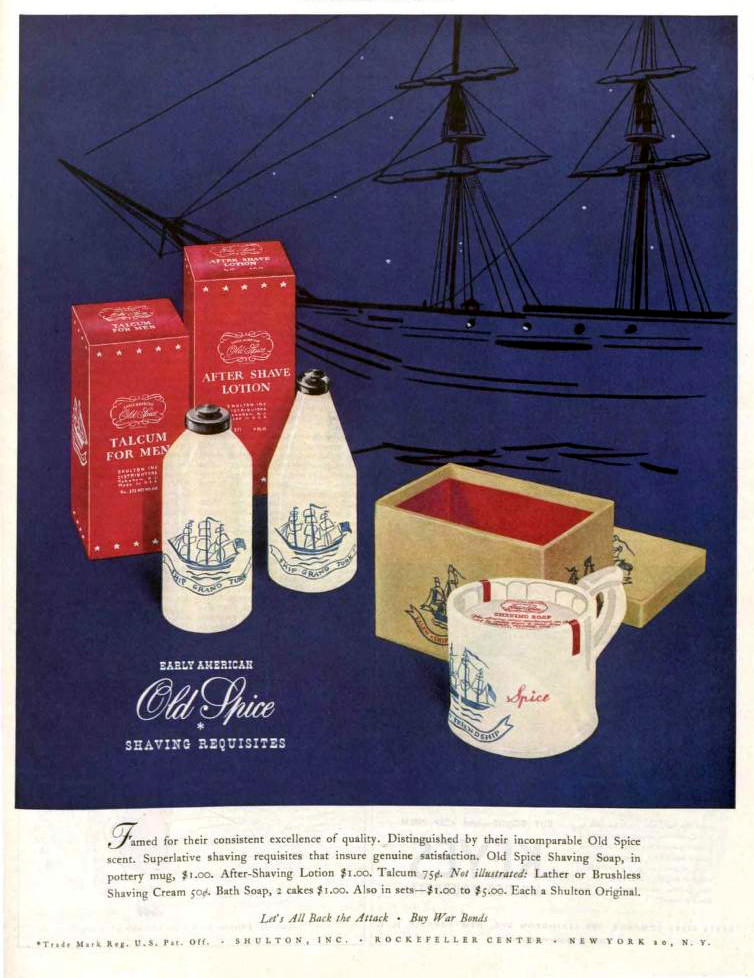
Reclamă din 1944 pentru diverse produse Old Spice

Produsele Old Spice au fost inițial fabricate de compania Shulton, fondată în 1934 de William Lightfoot Schultz. Un cumpărător de la firma Bullock's din Los Angeles l-a făcut pe Schultz să conștientizeze de popularitatea în curs de dezvoltare a mobilierului în stil colonial american, o tendință stimulată de deschiderea recentă a Colonial Williamsburg. Shultz a argumentat că „O linie de produse cosmetice cu tematică Early Americana poate găsi, de asemenea, favoarea”. Muzeul Metropolitan de Artă din New York, colecția de obiecte americane timpurii a oferit o sursă de inspirație pentru designul ambalajelor; pentru parfum, Neamțul Schultz s-a inspirat din potpourri-ul mamei sale și, ca urmare, primul produs Old Spice din anul 1937 a fost un parfum de femeie numit la acea vreme Early American Old Spice. Produsul a fost primit foarte bine de către consumatori și, prin urmare, a fost urmat de Old Spice pentru bărbați în anul 1938.
Produsele pentru bărbați au inclus, la început: săpun de ras și loțiune de după ras, comercializate cu tematică nautică, până în anul 2000. Apoi, pentru ambalajul mărcii au fost folosite în special nave cu pânze. Navele originale folosite pe ambalaj au fost Marele Turc și Prietenia. Alte nave utilizate pe ambalajele Old Spice includ John Wesley, Salem, Birmingham, Maria Teresa, Propontis, Recovery, Sooloo, Star of the West, Constitution, Java, Statele Unite ale Americii și Hamilton.
În anii '70, Old Spice a trecut de la a fi o marcă de bărbierit la o marcă de parfumuri prin introducerea unor parfumuri distinctive precum Old Spice Burley.

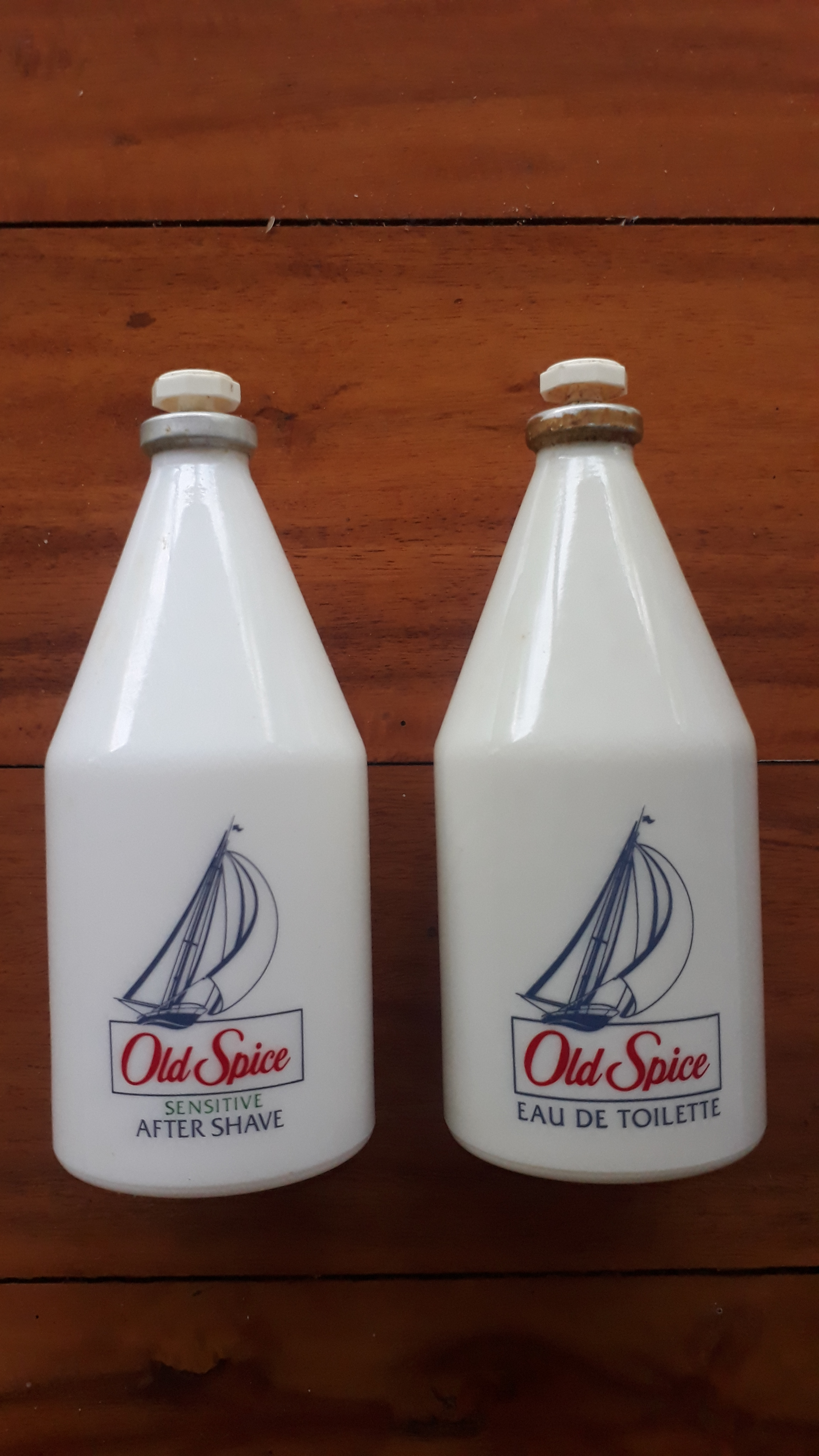
Sticle originale, 150 ml, din aprilie 1992

În luna iunie a anului 1990, Procter & Gamble a cumpărat dreptul pentru a utiliza marca de parfumuri Old Spice, de îngrijire a pielii și de antiperspirante și deodorante de la compania Shulton Company. Nava cu pânze a fost înlocuită cu o barcă cu pânze. Sticlele de sticlă de apă de toaletă și after shave aveau ca capac un buton de plastic. Culoarea sa a fost schimbată de la gri deschis la alb în anul de grație 1992.
De-a lungul anilor 2000, compania Procter & Gamble a introdus multe forme de deodorant, geluri de spălat pentru corp și spray-uri pentru corp în mai multe arome sub numele de Old Spice. Mai târziu, au avut succes.
La începutul lui 2008, parfumul original Old Spice a fost reambalat ca „Classic Scent”, atât în versiunea aftershave, cât și în cea de colonie. Sticlele de sticlă albă au făcut loc plasticului, iar dopurile gri, au devenit roșii. Gelul de duș Old Spice Classic a fost vândut folosind sub sloganul „Original. Dacă bunicul tău nu l-ar fi purtat, nu ai fi existat”. Un succes uriaș pentru companie. 
În ianuarie 2016, compania Procter & Gamble a schimbat parfumul Old Spice Classic After Shave. </link>

## Produse
Apa de colonie în formă de geamandă de la Old Spice este disponibilă în parfumul său original, precum și în Pure Sport. În 2006, Old Spice a introdus un parfum, OS Signature, care a câștigat premiul Grooming 2006 al revistei FHM pentru cel mai bun parfum sportiv. </link> Produsele Old Spice Red Zone includ o versiune „Scratch-and-Sniff” a parfumului semnătură.
În anul de grație 2014, Old Spice a decis șă-și extindă gama de produse pentru îngrijirea părului pentru bărbați prin introducerea șampoanelor, șamponului doi în unu și balsamurilor și produselor de styling.

## Publicitate

Deodorant Old Spice Pure Sport High Endurance.

Între anii '70 și '80, campaniile de publicitate Old Spice din Regatul Unit și Irlanda prezentau un bărbat pe o placă de surf⁠(d) însoțit de O Fortuna de Carl Orff din Carmina Burana⁠(d), sub sloganul „Old Spice – The Mark Of A Man”.
O campanie de publicitate dezvoltată de Wieden + Kennedy în 2010 cu Isaiah Mustafa a devenit populară după prima reclamă, intitulată „The Man Your Man Could Smell Like”. În urma acestei campanii, Old Spice l-a prezentat pe Fabio Lanzoni pentru a-l provoca pe Isaiah Mustafa pentru titlul Old Spice Guy într-o campanie de publicitate online.
După succesul răsunător al campaniei „The Man Your Man Could Smell Like”, Old Spice a lansat campania „The Response Campaign”. Pe parcursul a două zile și jumătate, marca de îngrijire corporală, pentru bărbați a filmat 186 de videoclipuri în care Mustafa se angajează într-o conversație cu fanii Old Spice și celebritățile ce promovau deja Old Spice. Campania derulată de Old Spice a câștigat peste 40 de milioane de vizionări după prima săptămână și a condus Old Spice spre locul 1 al celui mai vizionat canal de marcă din toate timpurile de pe YouTube.
Old Spice a început să colaboreze cu NFL și a prezentat vedete ale fotbalului, premieră istorică pentru companie, inclusiv Ray Lewis, Greg Jennings și Wes Welker, în diverse campanii TV și digitale. În anul 2012, fostul jucător NFL Terry Crews a fost prezentat în hitul viral al mărcii „Muscle Music”. Videoclipul interactiv le-a permis oamenilor să facă muzică prin diferite instrumente muzicale atașate la mușchii corespunzători de pe corpul lui Crews. Campania, din nou, a crescut vânzările Old Spice.
În anul 2013, Old Spice a lansat o serie de reclame TV în India, intitulată „Mantastic Man”, cu supermodelul și actorul Milind Soman.
Reclama „Momsong” a devenit populară în anul 2014, ca parte a campaniei de promovare agresivă „Smellcome to Manhood” a mărcii. Reclama asta, a ridicat exploziv popularitatea Old Spice în toată lumea, inclusiv în România.
Reclamele sub intitulatura „ Make a Smellmitment ” cu Mustafa și Crews au debutat în 2015, promovându-i pe Timber (sau Swagger) și Bearglove.
La începutul lui 2016, Old Spice a introdus un nou personaj de marcă, Omul Legendar, cu două reclame TV, „Rocket Car” și „Whale”, pentru a lansa Colecția Hardest Working. Old Spice a lansat, de asemenea, o serie de reclame digitale cu actorul canadian Steven Ogg. Mai târziu, în 2016, marca a introdus două personaje suplimentare Old Spice, actorii Thomas Beaudoin și Alberto Cardenas, într-o campanie de publicitate pentru colecția de produse Red Zone. Din nou, Old Spice s-a mișcat foarte bine, înregistrând vânzări record, din 2002 și până în prezent.
Old Spice a sponsorizat multe firme de mașini în întreaga lume. NASCAR din 2004 până în 2010. Ei l-au sponsorizat pentru prima dată pe Ricky Craven la Talladega în 2004, apoi s-au mutat la Tony Stewart în Busch Races cu Joe Gibbs Racing și Kevin Harvick Incorporated. În 2009, l-au urmat pe Stewart când și-a format propria echipă și mașina numărul 14 pentru 2009 și 2010, cu o victorie la Watkins Glen. Old Spice a revenit la NASCAR în 2019 pentru a sponsoriza mașina 32 a lui Corey LaJoie și Go Fas Racing pentru Daytona 500 2019. Mașina avea un design unic în care chipul lui Corey LaJoie era proiectat pe capota mașinii. Echipa a terminat pe locul 18 la acea cursă. Old Spice a fost, de asemenea, prezentat ca sponsor al personajului lui John C. Reilly, Cal Naughton Jr., în comedia din 2006 Talladega Nights. Marca s-a întors în sport pentru o apariție unică în 2023, sponsorizând cea de-a 14-a mașină a lui Chase Briscoe și Stewart-Haas Racing pentru YellaWood 500 din 2023.
În 2019, Old Spice l-a numit pe actorul, comedianul și scriitorul Deon Cole drept ambasador global al mărcii pentru linia sa de cinci piese.
În ianuarie 2020, Old Spice a readus campania virală din 2010 „Smell Like a Man, Man” pentru a sărbători a zecea aniversare a reclamei originale și a colaborat din nou cu Wieden + Kennedy pentru repornire.
Astăzi, Old Spice, la 63 de ani de la intrarea în România (primul produs Old Spice a apărut în București, în anul 1961. Se spune că Gheorghiu Dej, conducătorul PCR, avea nevoie de loțiune de ras, și altfel a decis intrarea Old Spice în România),continuă să-și facă imagine cu ajutorul influencerilor și gamerilor, printre care: Tudor Buțan, Theo Zeciu, jaxiTV, Tedereu, ș.a.m.d, lucru ce ajută Old Spice să crească în popularitate, și să vândă șampoane, deodorante stick și deodorante spray, în cifre record.
Old Spice este catalogat, într-un sondaj realizat în anul 2019, drept cel mai bun produs tip îngrijire corporală din lume, după STR8 și Schwarkopf. Old Spice este singurul deodorant din lume, care rezistă 48h. Testul făcut de către cei de la Old Spice pe 50.000 de oameni, în 2023, a arătat încă odată faptul acela că Old Spice este cel mai iubit din lume.
Sloganul celor de la Old Spice în România este: „Old Spice - Fresh și Magnific”.
Old Spice a acumulat 37 de premii începând cu 2016 la Festivalul Internațional de Creativitate Cannes Lions⁠(d). Cel mai remarcabil moment a fost când brandul a fost premiat cu doi Lei de aur la Cannes pentru eficacitatea creativă pentru campaniile „The Man Your Man Could Smell Like” din 2011 și „Smellcome to Manhood” din 2016. Primul a câștigat, de asemenea, premiul Primetime Creative Arts Emmy pentru cea mai remarcabilă reclamă în anul 2010.